# Boscia fadeniorum
Boscia fadeniorum là một loài thực vật có hoa trong họ Capparaceae. Loài này được Fici mô tả khoa học đầu tiên năm 1995.